# قوات حفظ السلام
قوات حفظ السلام، هي قوات يتكون أفرادها من مدنيين وغير مدنيين (جنود، شرطة وضباط عسكريين) يسعون للسلام ومساعدة البلدان الواقعة تحت نيران الصراعات والحروب، تميّزوا بقبعاتهم الزرقاء، هذه القوات عالمية لا بلد لها، ينتمي أفرادها لبلدان عديدة من العالم، قوات حفظ السلام هي واحدة من عمليات الأمم المتحدة، إلا أن مجلس الأمن التابع لهيئة الأمم المتحدة هو المسؤول عن إصدار القرار بنشرها من عدمه، من مهام قوات حفظ السلام العمل على تنفيذ اتفاقيات السلام، تعزيز الديمقراطية، نشر الأمن والاستقرار، تعزيز سيادة القانون، العمل على دفع عجلة التنمية والعمل على تحقيق حقوق الإنسان. ظهرت الحاجة وكانت البداية لقوات حفظ السلام في أيام عصر الحرب الباردة.
نشر مجلس الأمن العديد من قوات حفظ السلام في مختلف أنحاء العالم، نشرت في الصومال، لبنان، جمهورية الكونغو الديمقراطية، ليبيريا، سيراليون، كوسوفو، هاييتي، تيمور وغيرها من دول العالم. فشل قوات حفظ السلام في تحقيق أهدافها في كلٍ من البوسنة والهرسك ورواندا استدعى الأمين العام للامم المتحدة السابق كوفي أنان في عام 1999 إجراء تقييم شامل للتجربتين وإجراء إصلاحات لقوات حفظ السلام. لا تلجأ قوات حفظ السلام للقوة وفقاً للمفهوم التقليدي للأمم المتحدة، أفراد قوات حفظ السلام لا يحملون أسلحة أو قد يحملون أسلحة خفيفة، ولا يمكنهم استخدام القوة إلا دفاعا عن النفس، لكن في السنوات الأخيرة دفعت الحاجة الأمم المتحدة لتعزيز قواتها من الناحية الكمية والنوعية
هذه القوات تنظم وتدير منظمات حفظ السلام في المناطق المتنازعة وتحول بين أي نزاعات بينها. تساعد هذه المنظمة أيضاً في كثير من النشاطات في البلدان النامية مثل قياس طول المباني، المساعدات المدنية، الدعم للخدمات الكهربية، تعزيز القوة القضائية. بالنسبة إلى قوات حفظ السلام فهي تفضل الخوذات الوقاية الزرقاء (نسبة إلى علم الأمم المتحدة) وهي شاملة لجميع القوات فيها.

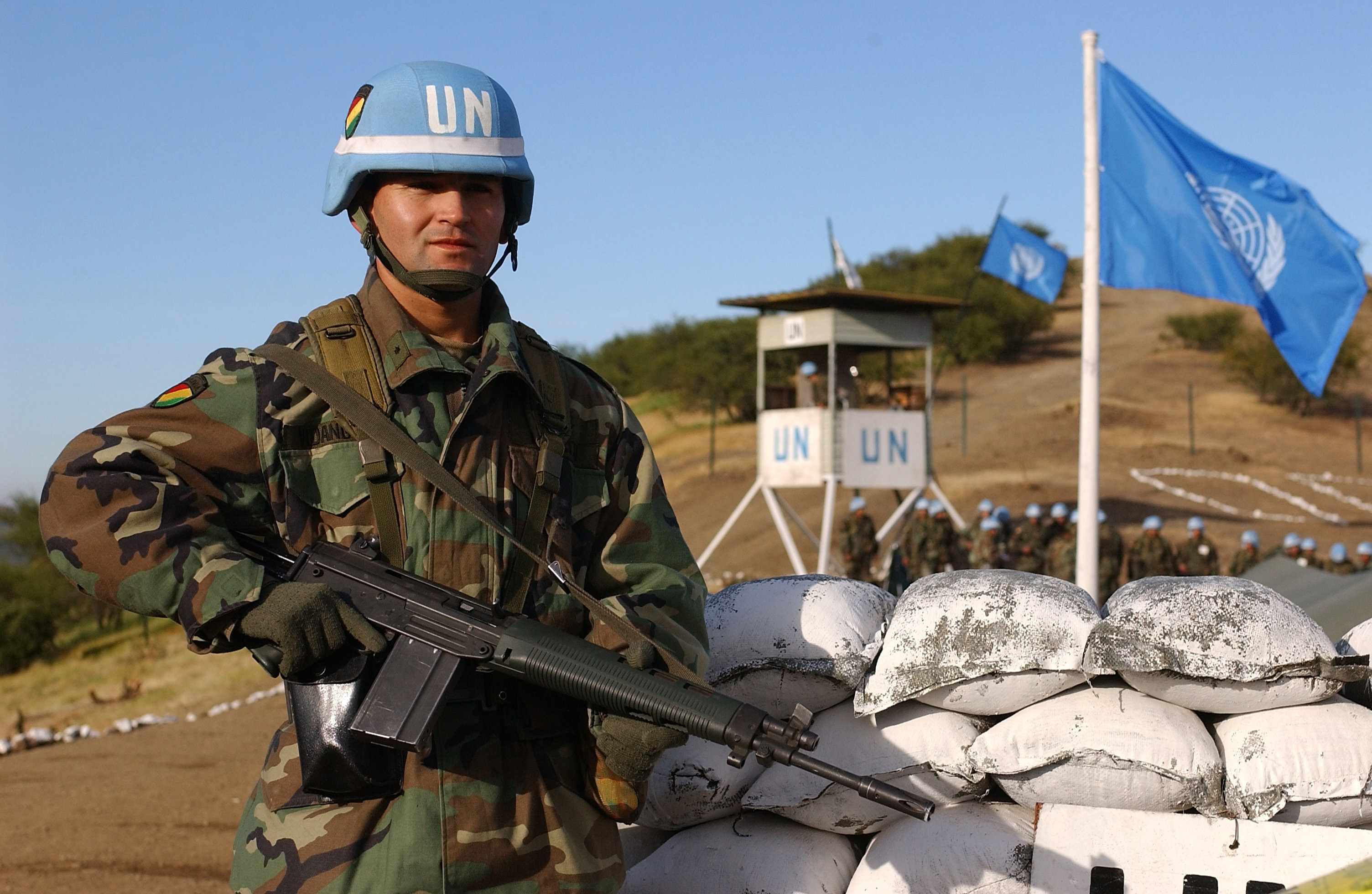
قوات حفظ السلام بوليفية خلال تدريب في تشيلي.

ميثاق الأمم المتحدة يعطي مجلس الأمن الصلاحية والطاقة المطلقة لاستجماع أي قوة للمحافظة على السلام والأمن. لهذا السبب، يرى المجتمع الدولي مجلس الأمن كقوة فعالة في حفظ السلام في المناطق المتوترة. بالنسبة إلى الأمم المتحدة فهي ليست المنظمة الوحيدة التي تعنى بحفظ السلام، بالرغم من أن البعض قد يرون من أنها هي الوحيدة التي تقوم بهذا العمل شرعيا، ففي بعض المرات أستخدمت منظمات غير تابعة للأمم المتحدة للمراقبة كقوات المراقبة المتعددة الجنسيات في شبه جزيرة سيناء والناتو في كوسوفو.

## السير والهيكل
في عام 2007، توجب على المتطوع في قوات حفظ السلام أن يكون فوق سن 25 دون وجود سقف للسن. تساهم الدول الأعضاء بقوات حفظ السلام بشكل طوعي. اعتبارًا منذ 30 يونيو 2019، ثمّة 100411 شخصًا يخدمون في عمليات حفظ السلام التابعة للأمم المتحدة (86145 بالزي الرسمي، 12932 مدنيًا، و 1334 متطوعًا). تساهم الدول الأوروبية بما يقرب من 6000 فرد من المجموع. تعد باكستان والهند وبنغلاديش من بين أكبر المساهمين الفرديين بنحو 8000 فرد لكلٍّ منها. ساهمت الدول الأفريقية بنحو نصف المجموع، أي قرابة 44000 فرد. تُفوض كل بعثة حفظ سلام من قبل مجلس الأمن.

### التشكيل
بمجرد التفاوض على معاهدة سلام، قد تطلب الأطراف المعنية من الأمم المتحدة قوة حفظ سلام للإشراف على مختلف عناصر الخطة المتفق عليها. غالبًا ما يتم اللجوء لهذا الأمر لأن مجموعة تسيطر عليها الأمم المتحدة من غير المرجح أن تنحاز لصالح أي طرف، لأنها نفسها تخضع لسيطرة العديد من المجموعات، وبالتحديد مجلس الأمن المكون من 15 عضوًا والأمانة العامة للأمم المتحدة المتنوعة عمدًا.

إذا وافق مجلس الأمن على إنشاء بعثة، تبدأ إدارة عمليات حفظ السلام في التخطيط للعناصر الضرورية. في هذه المرحلة، يجري اختيار فريق القيادة العليا. تسعى الإدارة بعد ذلك للحصول على مساهمات من الدول الأعضاء. بما أن الأمم المتحدة ليس لديها قوة أو إمدادات دائمة، يجب أن تشكل تحالفات مخصصة لكل مهمة يتم الاضطلاع بها. يطرح ذلك احتمالية الفشل في تشكيل قوة مناسبة، وتباطؤ عام في عملية الاستجلاب بمجرد أن تكون العملية في الميدان. وصف روميو داليير، قائد القوة في رواندا أثناء الإبادة الجماعية في رواندا المشاكل التي يطرحها هذا الأمر بالمقارنة مع عمليات النشر العسكري التقليدية:
أخبرني أن الأمم المتحدة هي نظام «سحب»، وليست نظام «دفع» كما اعتدت عليه مع الناتو، لأن الأمم المتحدة لا تملك مجموعة من الموارد إطلاقًا للاستفادة منها. عليك تقديم طلب لكل ما تحتاجه، ثم عليك الانتظار لتحليل هذا الطلب... على سبيل المثال، يحتاج الجنود في كل مكان الطعام والشراب. في نظام «الدفع»، يُوفر الطعام والمياه تلقائيًا لعدد الجنود المنشورين. في نظام «السحب»، عليك أن تطلب تلك الحصص، ولا يبدو أن المنطق السليم يُطبق على الإطلاق.
- (مصافحة الشيطان، داليير، ص 99-100)
أثناء تجميع قوة حفظ السلام، يضطلع موظفو الأمم المتحدة بمجموعة متنوعة من الأنشطة الدبلوماسية. يجب أن يتم الاتفاق على الحجم الدقيق للقوة وقوتها من قبل حكومة الدولة التي يدور النزاع على أراضيها. يجب تطوير قواعد الاشتباك والموافقة عليها من قبل كل من الأطراف المعنية ومجلس الأمن. تمنح هذه القواعد التفويض المحدد ونطاق المهمة (على سبيل المثال، متى يجوز لقوات حفظ السلام، إن كانت مسلحة، استخدام القوة، وأين يمكنهم الذهاب داخل الدولة المضيفة). في كثير من الأحيان، تُكلف قوات حفظ السلام بوجود مرافقين حكوميين مضيفين كلما غادروا قاعدتهم. سبب هذا التعقيد مشاكل في الميدان. عند إبرام جميع الاتفاقات، يُجمع كافة الموظفين المطلوبين، ويُمنح مجلس الأمن الموافقة النهائية، وتُنشر قوات حفظ السلام في المنطقة المعنية.

### التمويل
الموارد المالية لعمليات الأمم المتحدة لحفظ السلام هي مسؤولية جماعية للدول الأعضاء في الأمم المتحدة. يتخذ مجلس الأمن القرارات المتعلقة بإنشاء عمليات حفظ السلام أو استمرارها أو توسيعها. وفقًا لميثاق الأمم المتحدة، تلتزم كل دولة عضو قانونًا بدفع نصيبها في عمليات حفظ السلام. تُقسم نفقات حفظ السلام من قبل الجمعية العامة على أساس صيغة وضعتها الدول الأعضاء والتي تأخذ في الاعتبار الثروة الاقتصادية النسبية للدول الأعضاء من بين أمور أخرى. في عام 2017، وافقت الأمم المتحدة على خفض ميزانية حفظ السلام بمقدار 600 مليون دولار بعد أن اقترحت الولايات المتحدة في البداية تخفيضًا أكبر بنحو 900 مليون دولار.

### الهيكلية
ثمة ثلاثة مراكز نفوذ في بعثة حفظ السلام التابعة للأمم المتحدة. المركز الأول هو الممثل الخاص للأمين العام، القائد الرسمي للبعثة. هذا الشخص مسؤول عن جميع الأنشطة السياسية والدبلوماسية والإشراف على العلاقات مع كل من أطراف معاهدة السلام والدول الأعضاء في الأمم المتحدة بشكل عام. غالبًا ما يكون من كبار أعضاء الأمانة العامة. والمركز الثاني هو قائد القوة وهو المسؤول عن القوات العسكرية المنتشرة، ويكون ضابط كبير في القوات المسلحة لبلده، وغالبًا ما يكون من الدولة المانحة العدد الأكبر من القوات للمشروع. أخيرًا، يشرف كبير المسؤولين الإداريين على الإمدادات واللوجستيات، وينسق عمليات شراء أي إمدادات مطلوبة.

## التاريخ

### حفظ السلام خلال الحرب الباردة
طُوّرت عمليات حفظ السلام التابعة للأمم المتحدة في البداية خلال الحرب الباردة كوسيلة لحل النزاعات بين الدول من خلال إرسال طاقم عسكري غير مسلح أو مسلح بأسلحة خفيفة من عدة بلدان وتحت قيادة منظمة الأمم المتحدة إلى المناطق التي بحاجة طرف محايد لرصد النزاع بين الأطراف المتحاربة. يمكن استدعاء قوات حفظ السلام عندما تكلف القوى الدولية الكبرى (الأعضاء الخمسة الدائمون في مجلس الأمن) الأمم المتحدة بحل النزاعات التي تهدد الاستقرار الإقليمي والسلم والأمن الدوليين. اشتمل ذلك على عدة مما تسمى «الحروب بالوكالة» التي شنتها الدول العميلة للقوى العظمى. اعتبارًا من ديسمبر 2019، كانت هناك 72 عملية حفظ سلام تابعة للأمم المتحدة منذ عام 1948 مع 17 عملية جارية. هناك اقتراحات حيال بعثات جديدة سنويًا.
أرسلت أول بعثة لحفظ السلام في عام 1948، وهي هيئة الأمم المتحدة لمراقبة الهدنة، إلى دولة إسرائيل المتأسسة حديثًا، إذ وصل الصراع لتوه بين الدولة الإسرائيلية والدول العربية حول إنشاء إسرائيل إلى وقف إطلاق النار. لا تزال هيئة الأمم المتحدة لمراقبة الهدنة فعالة حتى هذه اللحظة، على الرغم من أن الصراع الفلسطيني الإسرائيلي لم تخف وطأته. فُوض فريق مراقبي الأمم المتحدة العسكريين في الهند وباكستان بمراقبة العلاقات بين البلدين الذين انفصلا بعد إنهاء استعمار المملكة المتحدة لشبه القارة الهندية.
مع انتهاء الحرب الكورية باتفاقية الهدنة الكورية في عام 1953، ظلت قوات الأمم المتحدة على طول الجانب الجنوبي من المنطقة منزوعة السلاح حتى عام 1967 عند استيلاء القوات المسلحة الأمريكية والكورية الجنوبية على السلطة.
أعادت الأمم المتحدة توجيه انتباهها إلى الصراع بين إسرائيل وجيرانها العرب، واستجابت لأزمة السويس عام 1956، وهي حرب بين تحالف المملكة المتحدة وفرنسا وإسرائيل ضد مصر والتي كانت مدعومة من دول عربية أخرى. عندما أعلن وقف إطلاق النار عام 1957 اقترح وزير الشؤون الخارجية الكندية (ورئيس الوزراء لاحقًا) ليستر بولز بيرسون أن تنشر الأمم المتحدة قوة حفظ سلام في السويس لضمان التزام كلا الطرفين باتفاقية وقف إطلاق النار. اقترح بيرسون في البداية أن تتكون القوة بشكل أساسي من جنود كنديين، إلا أن المصريين كانوا مرتابين حيال وجود دولة من دول الكومنولث لتدافع عنهم ضد المملكة المتحدة وحلفائها. في نهاية المطاف استعين بمجموعة واسعة من القوى الوطنية لضمان التنوع الوطني. فاز بيرسون بجائزة نوبل للسلام عن هذا المجهود، وهو يُعتبر في وقتنا الحالي أبًا لعمليات حفظ السلام المعاصرة.
في عام 1988، مُنحت جائزة نوبل للسلام لقوات حفظ السلام التابعة لمنظمة الأمم المتحدة. وذكر البيان الصحفي أن القوات «تمثل الإرادة الواضحة للمجتمع الدولي» وقد «قدمت مساهمات جوهرية» في حل النزاعات في جميع أنحاء العالم.

### منذ 1991
أدى انتهاء الحرب الباردة إلى تحول جذري في عمليات حفظ السلام التابعة للأمم المتحدة والمتعددة الأطراف. ففي إطار روح تعاونية جديدة، أنشأ مجلس الأمن بعثات حفظ سلام تابعة للأمم المتحدة أكبر حجمًا وأكثر تعقيدًا، غالبًا للمساعدة في تنفيذ اتفاقيات سلام شاملة بين الأطراف المتحاربة في النزاعات الداخلية والحروب الأهلية. بالإضافة لذلك، ازدادت مشاركة عناصر غير عسكرية في عمليات حفظ السلام، مما ضمن حسن سير المهام المدنية، مثل الانتخابات. وقد أُنشئت إدارة عمليات حفظ السلام التابعة للأمم المتحدة عام 1992 لتلبية هذا الطلب المتزايد لهذه البعثات.
بشكل عام، كانت العمليات الجديدة ناجحة. ففي السلفادور وموزامبيق، فعلى سبيل المثال، وفرت عمليات حفظ السلام سبلًا لتحقيق سلام مستدام. لكن على النقيض فقد فشلت بعض الجهود، ربما نتيجة تقييم مفرط في التفاؤل لما يمكن أن تُحققه عمليات حفظ السلام التابعة للأمم المتحدة. وبينما كانت العمليات المُعقدة في كمبوديا وموزامبيق مستمرة، أَرسل مجلس الأمن قوات حفظ سلام إلى مناطق نزاع مثل الصومال، حيث لم يتم ضمان وقف إطلاق النار أو موافقة جميع أطراف النزاع على قوات حفظ السلام. ولم تكن هذه العمليات تمتلك القوة البشرية الكافية، ولم تدعمها الإرادة السياسية اللازمة، لتنفيذ ولاياتها. وأدت هذه الإخفاقات - وأبرزها الإبادة الجماعية في رواندا عام 1994 وسريبرينيتشا والبوسنة والهرسك عام 1995 - إلى فترة من التقشف ومراجعة الذات في عمليات حفظ السلام التابعة للأمم المتحدة. نتيجةً لذلك، حظيت إدارة الأمم المتحدة الانتقالية في سلافونيا الشرقية (UNTAES)، الصغيرة نسبيًا، في سلافونيا الشرقية، بقدرٍ كبير من الالتزام، وأصبحت «ميدانًا لاختبار الأفكار والأساليب والإجراءات». وتبين أنها تُعتبر أنجح بعثة للأمم المتحدة، وتبعتها إدارات انتقالية أخرى أكثر طموحًا في كوسوفو (بعثة الأمم المتحدة للإدارة المؤقتة في كوسوفو، أو UNMIK) وتيمور الشرقية (إدارة الأمم المتحدة الانتقالية في تيمور الشرقية، أو UNTAET).
أدت تلك الفترة، جزئيًا، إلى إنشاء لجنة الأمم المتحدة لبناء السلام، التي تعمل على إرساء دعائم سلام مُستقر من خلال بعض المهام المدنية التي تعمل عليها قوات حفظ السلام، مثل الانتخابات. وتعمل اللجنة حاليًا مع ست دول، جميعها في أفريقيا.
يعود التزام قوات حفظ السلام التابعة للأمم المتحدة بحماية التراث الثقافي إلى عام 2012م، عندما شهدت مالي دمارًا واسع النطاق. أدي ذلك لأدراج حماية التراث الثقافي لأي بلد ضمن ولاية بعثة الأمم المتحدة (القرار 2100) لأول مرة في التاريخ. بالإضافة إلى العديد من الإنجازات الأخرى، وقّعت إيطاليا اتفاقية مع اليونسكو في فبراير 2016م لإنشاء أول فرقة عمل طوارئ ثقافية في العالم، مؤلفة من خبراء مدنيين وأفراد من الشرطة الإيطالية (الكارابينيري). في عام 2019م، سعت بعثة الأمم المتحدة المؤقتة في لبنان (يونيفيل) (بالتعاون مع منظمة الدرع الأزرق الدولية) إلى حماية التراث العالمي لليونسكو في لبنان.

## طبيعة قوات حفظ السلام

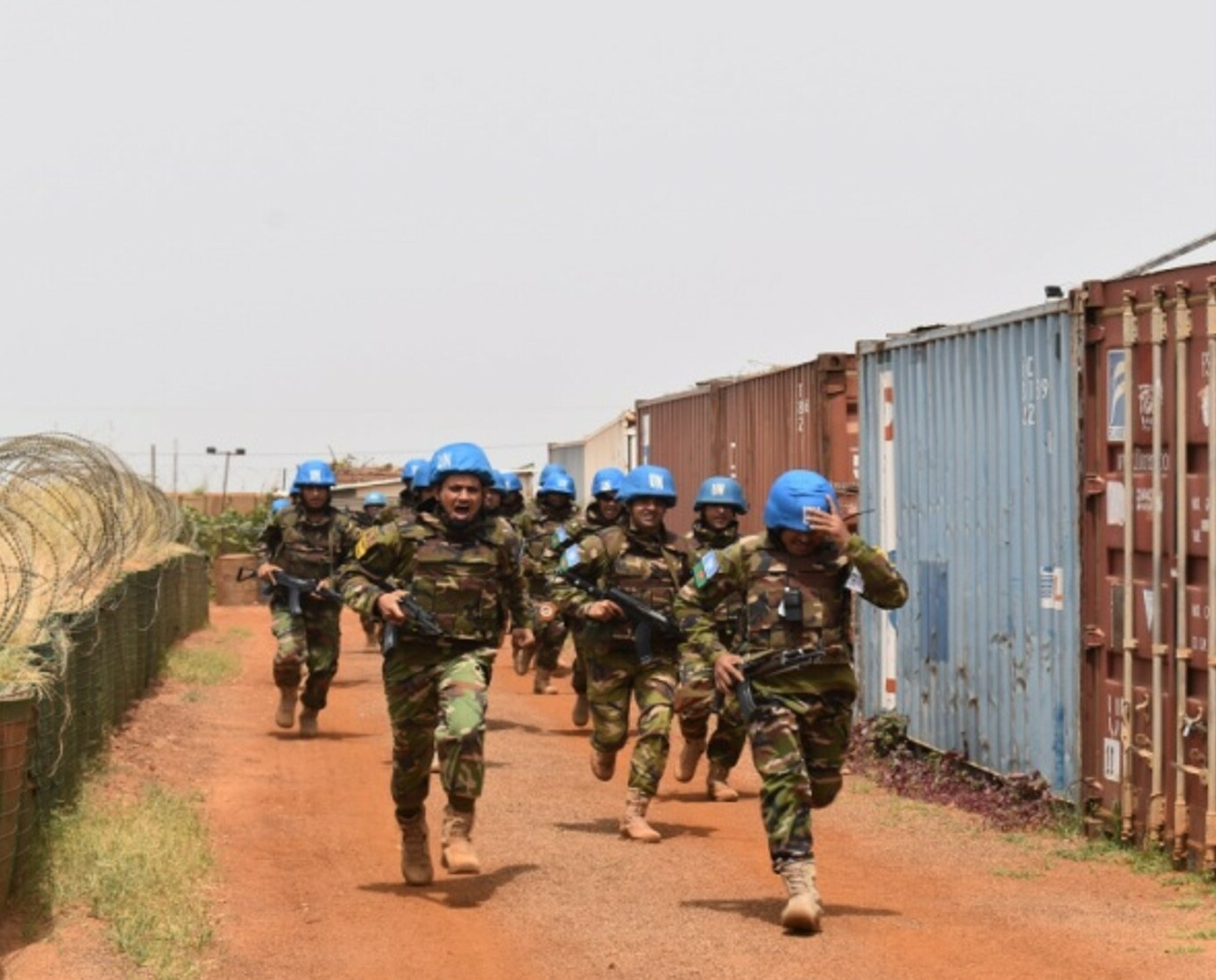
قوات بنغلاديش تحت قيادة مينوسما مالي.

قوات هذه المنظمة تعنى بأي شيء قد يُعنى بحفظ السلام أو يؤدي إليه، وهو يشمل الانسحاب من منطقة الممثل المتنازع فيها، والإشراف على الانتخابات، الدعم للمناطق المتضررة. وليس إلزاماً أن يكونوا جنوداً، بل هم في العادة جنود. وبالطبع، فإن قوات الحفظ السلام مسلحة فهي لاتقوم بأي عدوان مسلح (مالم يقوم الطرف المعني بالهجوم بعناد)

## التكلفة
لقد كانت قوات حفظ السلام، خصوصاً خلال الحرب الباردة ذو تكلفة متزايدة. في 1993م أصبحت التكلفة الإجمالية للقوات بـ 3.7 مليار دولار أمريكي، بالرغم من أن التكلفة الكلًية تصل إلى أعلى من هذا، وهي انعكاس للنزاعات التي تحصل في تلك الفترة (يوغوسلافيا والصومال في تلك الفترة). في عام 1996م أسقط إجمالي التكلفة بنسبة مليار دولار، وفي 2001 أصبحت الكلفة 3 مليارات دولار، وفي 2004 الضريبة المتفق عليها كانت 2.8 مليار دولار، بالرغم من أن التكلفة أعلى من هذا بكثير. أصبحت التكلفة الإجمالية في عام 2006م للقوات 5.04 مليار دولار أمريكي.

## إحصائيات

الحجم الإجمالي لقوات حفظ السلام التابعة للأمم المتحدة، من سنة 1947 إلى 2014.

في عام 2007، كان يجب أن يكون متطوع حفظ السلام فوق سن 25 مع عدم وجود حد أقصى للعمر. تساهم الدول الأعضاء بقوات حفظ السلام على أساس طوعي. اعتبارًا من 30 يونيو 2019، هناك 100411 شخصًا يخدمون في عمليات حفظ السلام التابعة للأمم المتحدة (86145 جندي، 12932 مدنيًا، و 1334 متطوعًا). تساهم الدول الأوروبية بما يقرب من 6000 شخص في هذا المجموع. تعد باكستان والهند وبنغلاديش من بين أكبر المساهمين بحوالي 8000 شخص لكل منهم. ساهمت الدول الأفريقية بما يقرب من نصف المجموع، أي حوالي 44000 شخص.

## جائزة نوبل للسلام
حازت المنظمة جائزة نوبل للسلام سنة 1988م. وذكر البيان الصحفي أن هذه القوات «تمثل الإرادة الواضحة لمجتمع الأمم» وأنها «قدمت مساهمة حاسمة» في حل النزاعات في جميع أنحاء العالم.

## صور

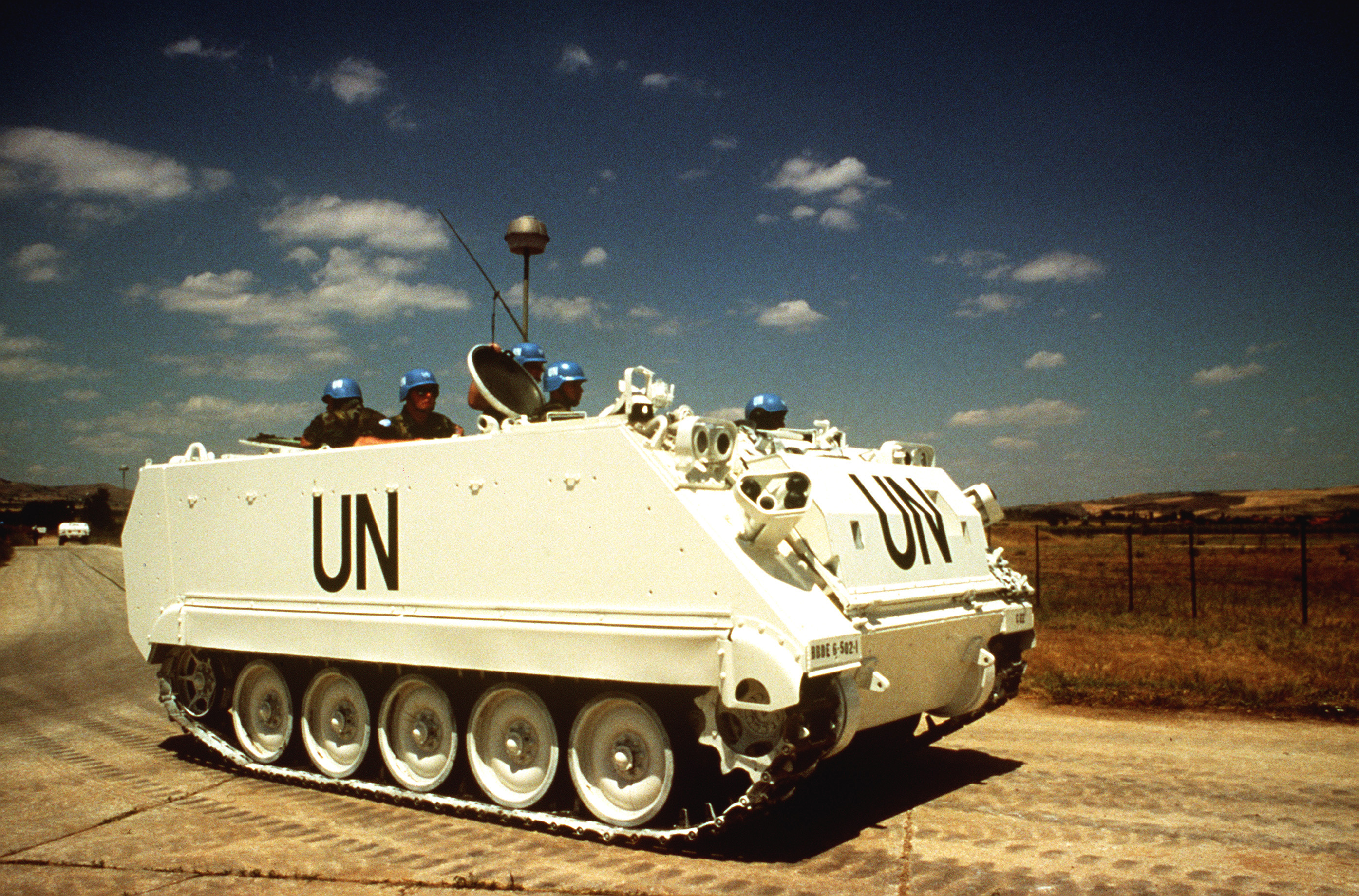
جنود أمريكيون في برلين، ألمانيا، أثناء التدريب على مركبة مدرعة لنقل الأفراد تابعة للأمم المتحدة في محاولة للتحضير لدورهم كقوات حفظ سلام.
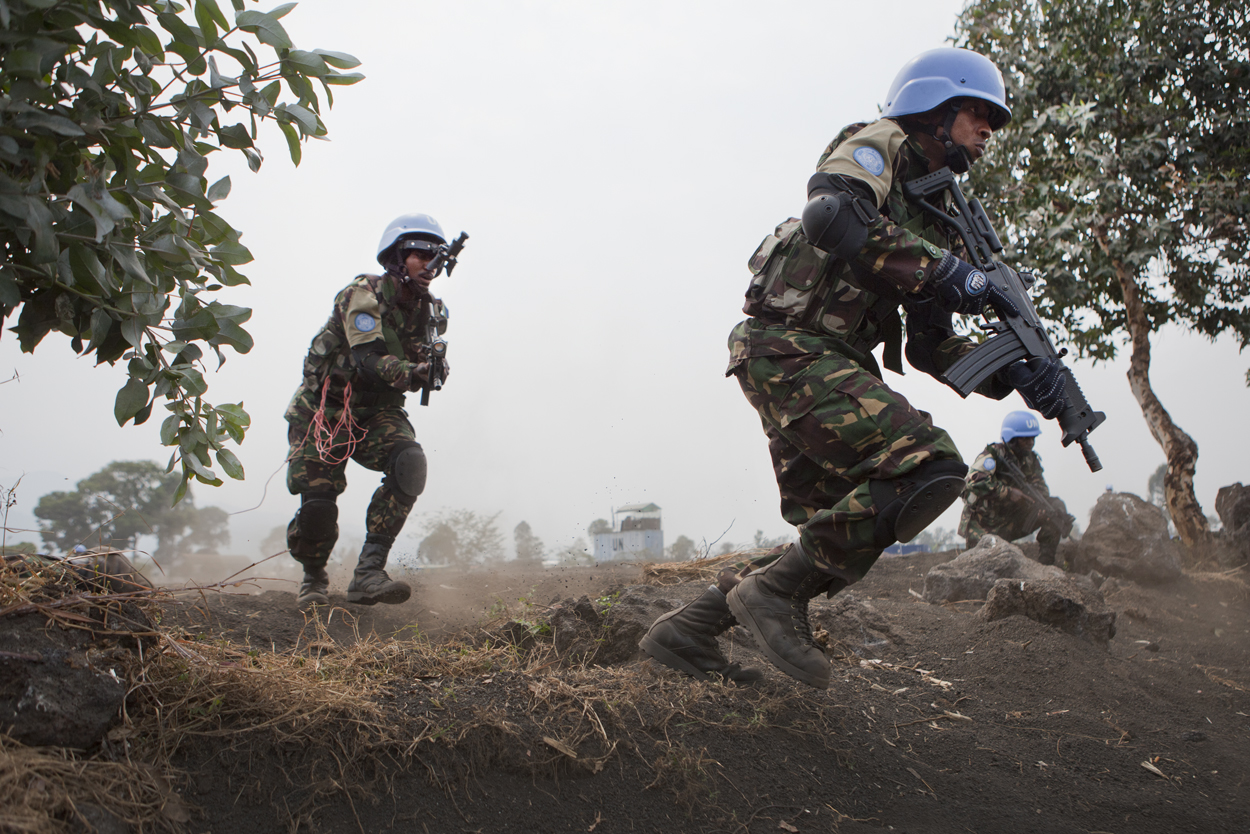
قوات خاصة تنزانية تابعة لبعثة الأمم المتحدة بالكونغو أثناء التدريب في الكونغو أستعدادًا لقتال قوات متمردة، عام 2013م.
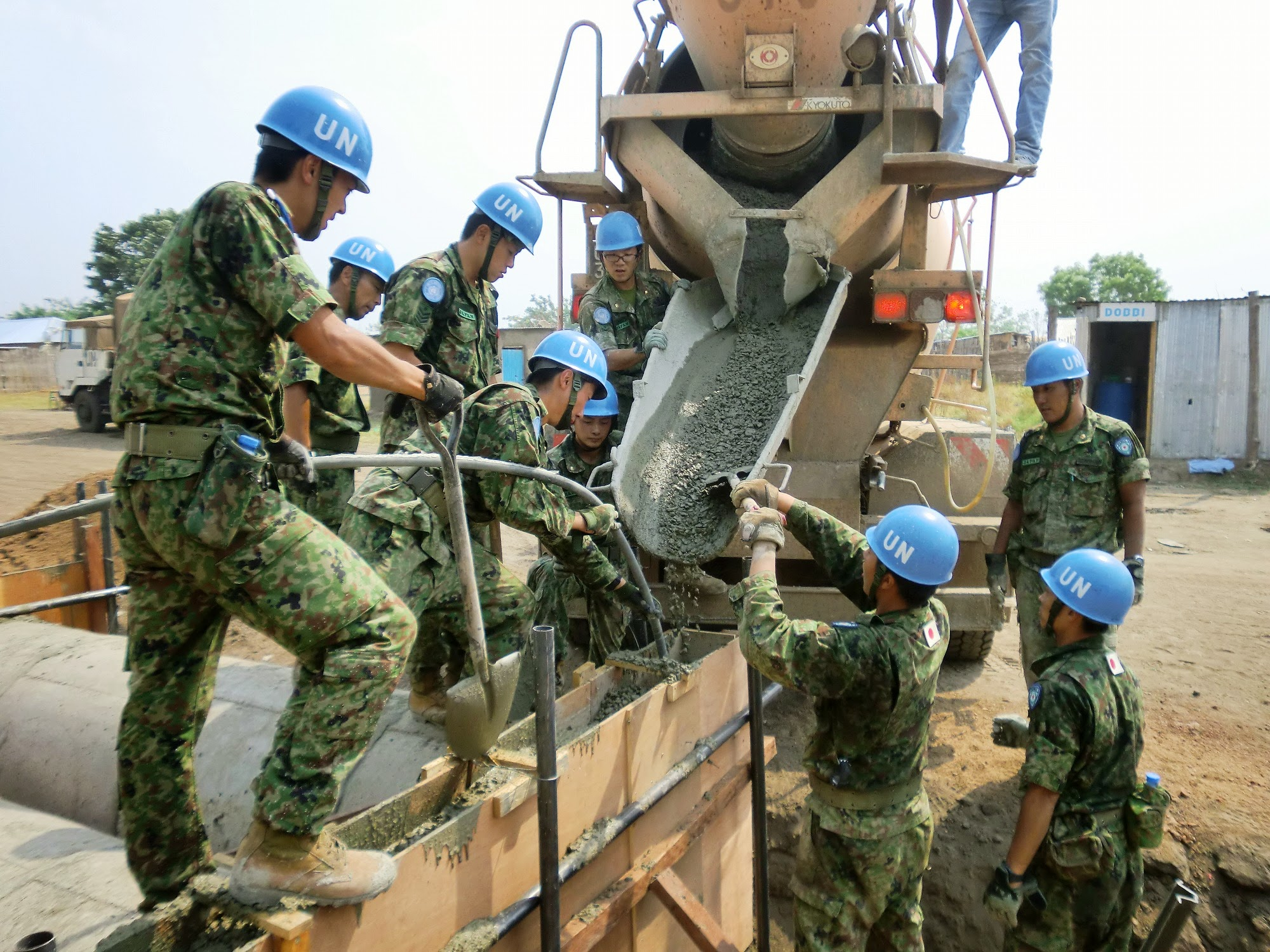
جنود يابانيون في جنوب السودان.
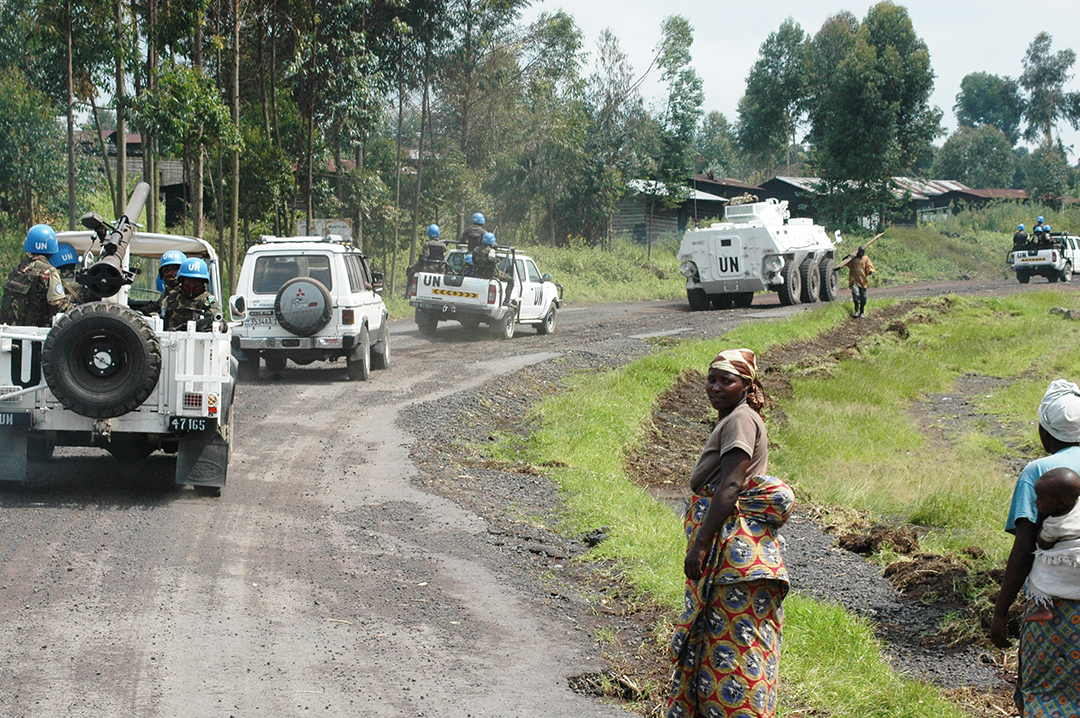
قوات حفظ السلام في جمهورية الكونغو الديمقراطية تقوم بدوريات على طريق رئيسي في عام 2013م.
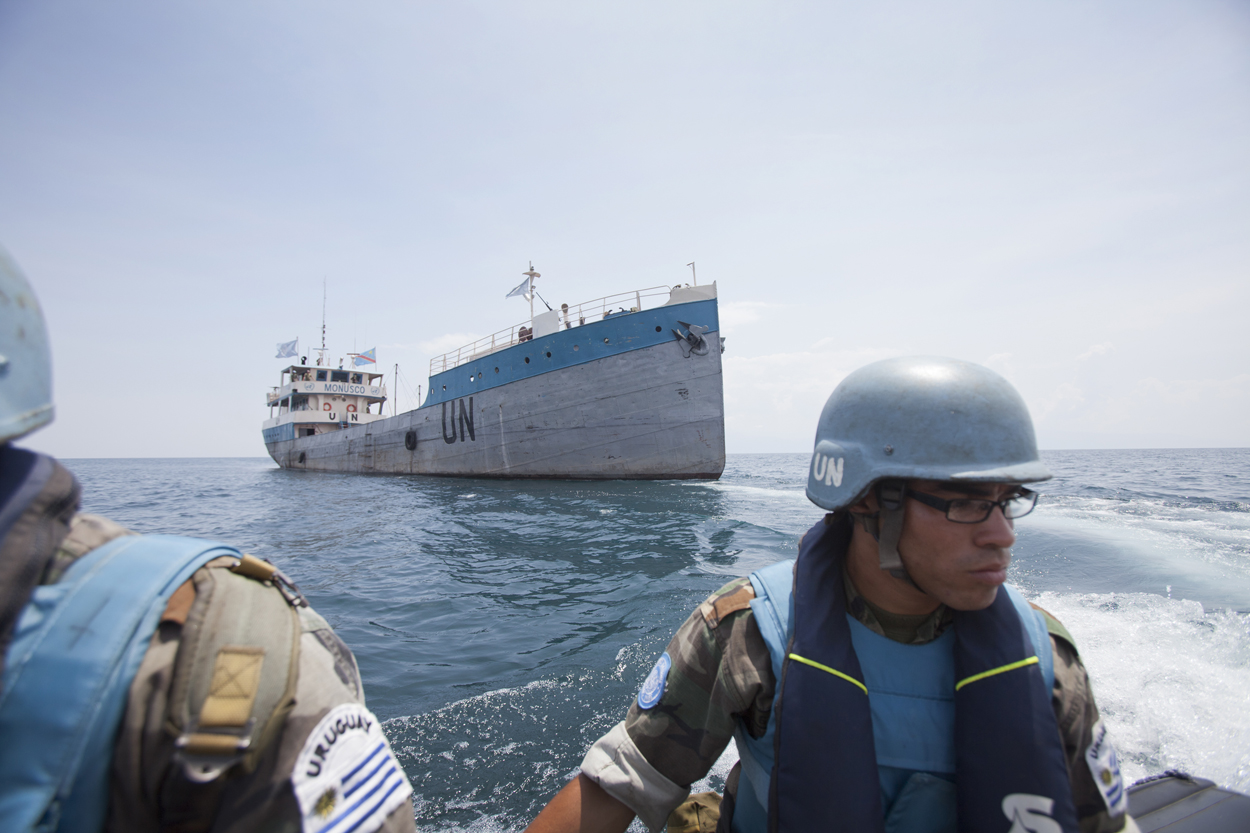
أعضاء من سرية الأوروغواي النهرية يقومون بدوريات في بحيرة تنجانيقا بأفريقيا، مارس 2012م.
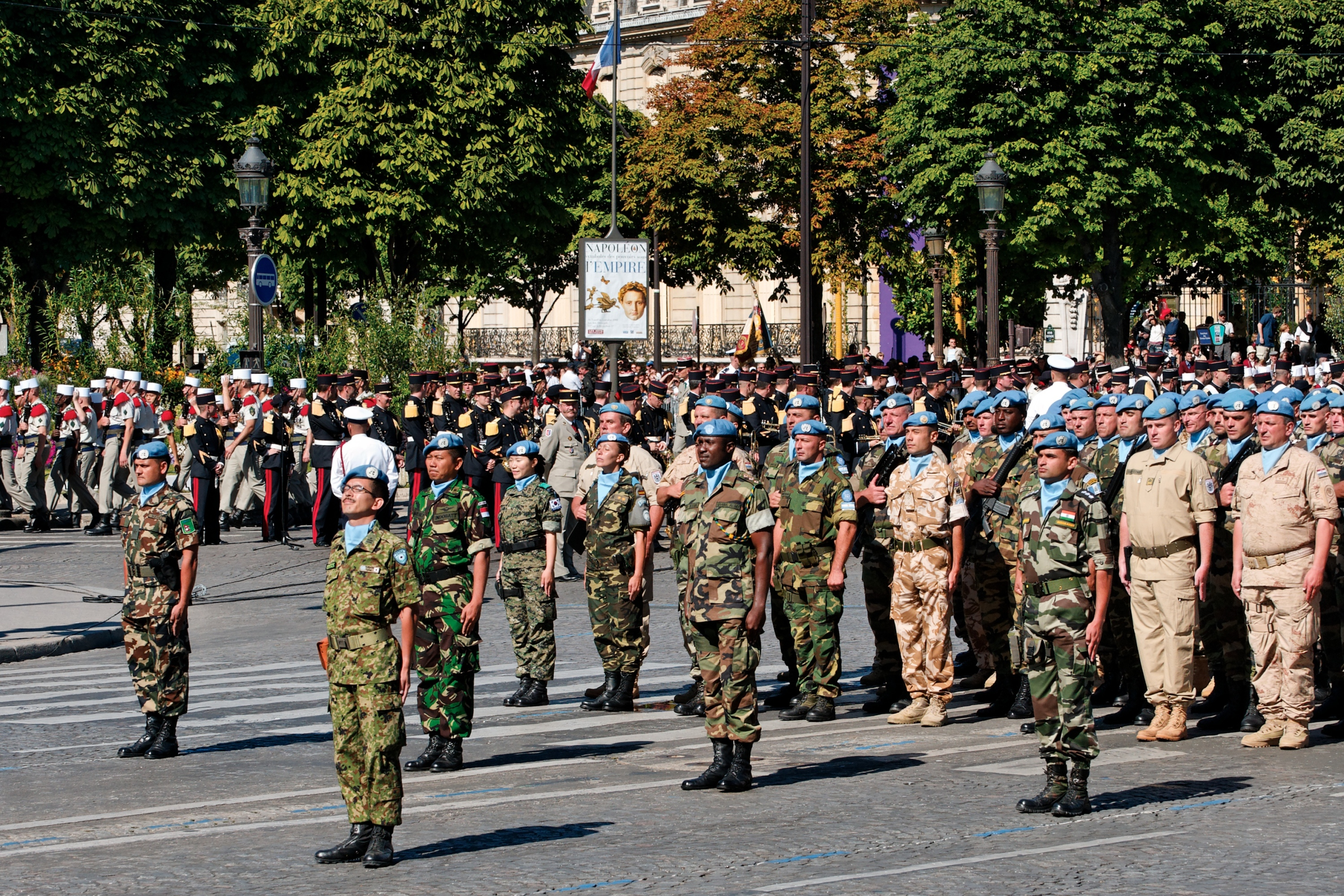
كتيبة متعددة الجنسيات تابعة للأمم المتحدة في عرض عسكري بمناسبة يوم الباستيل عام 2008م.
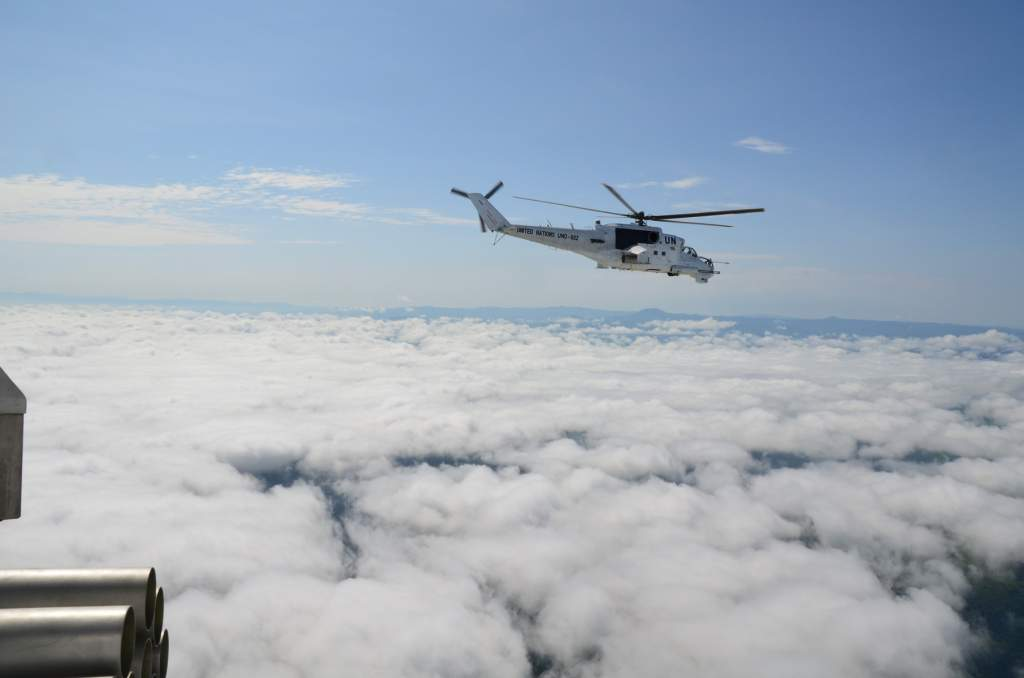
مهمة استطلاع جوية لطائرة أوكرانية فوق شمال كيفو، بالكوغو.
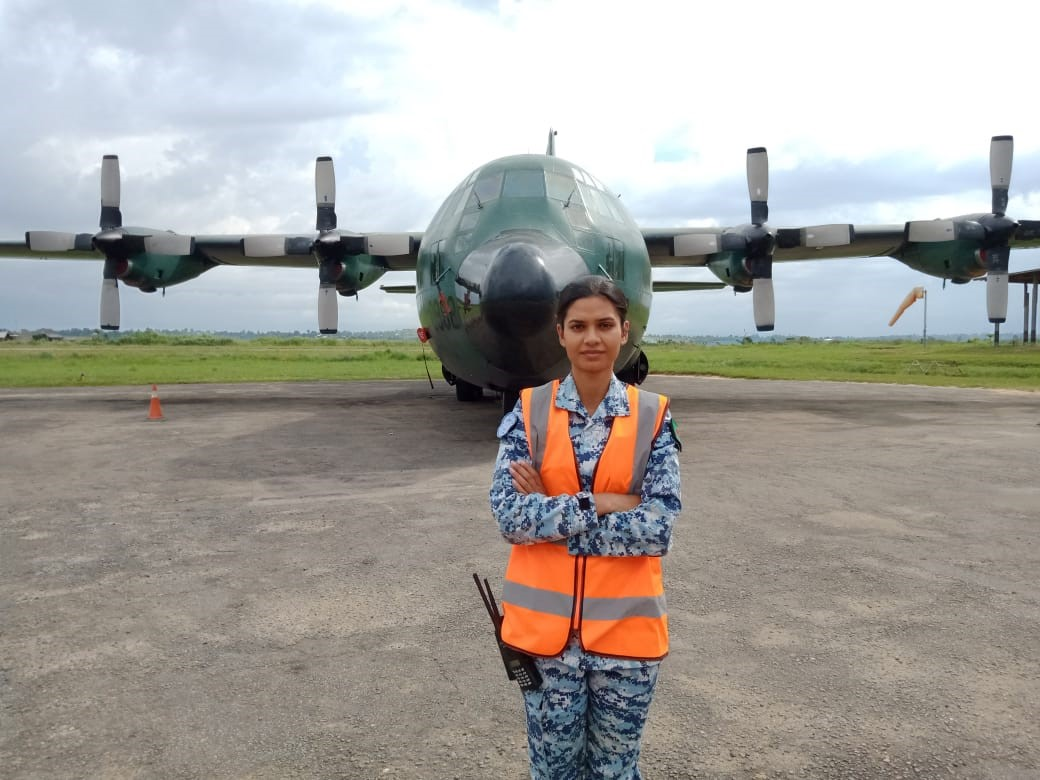
قسم الطوارئ والإنقاذ في بنغلاديش التابع لقوة بعثة منظمة الأمم المتحدة لتحقيق الاستقرار في جمهورية الكونغو الديمقراطية، في بونيا، إيتوري.
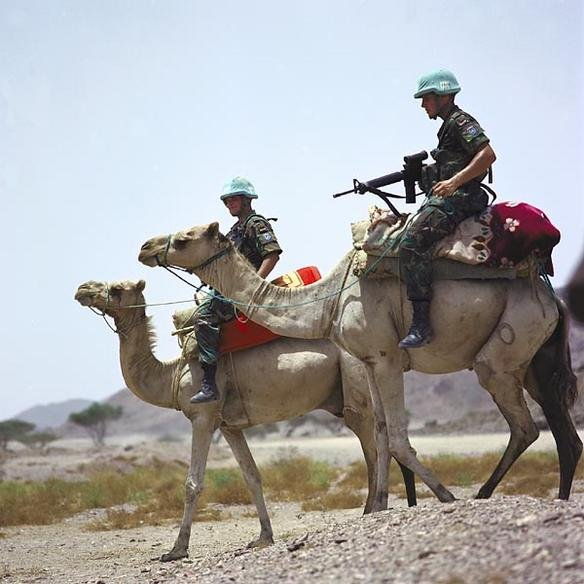
قوات حفظ السلام في إريتريا.
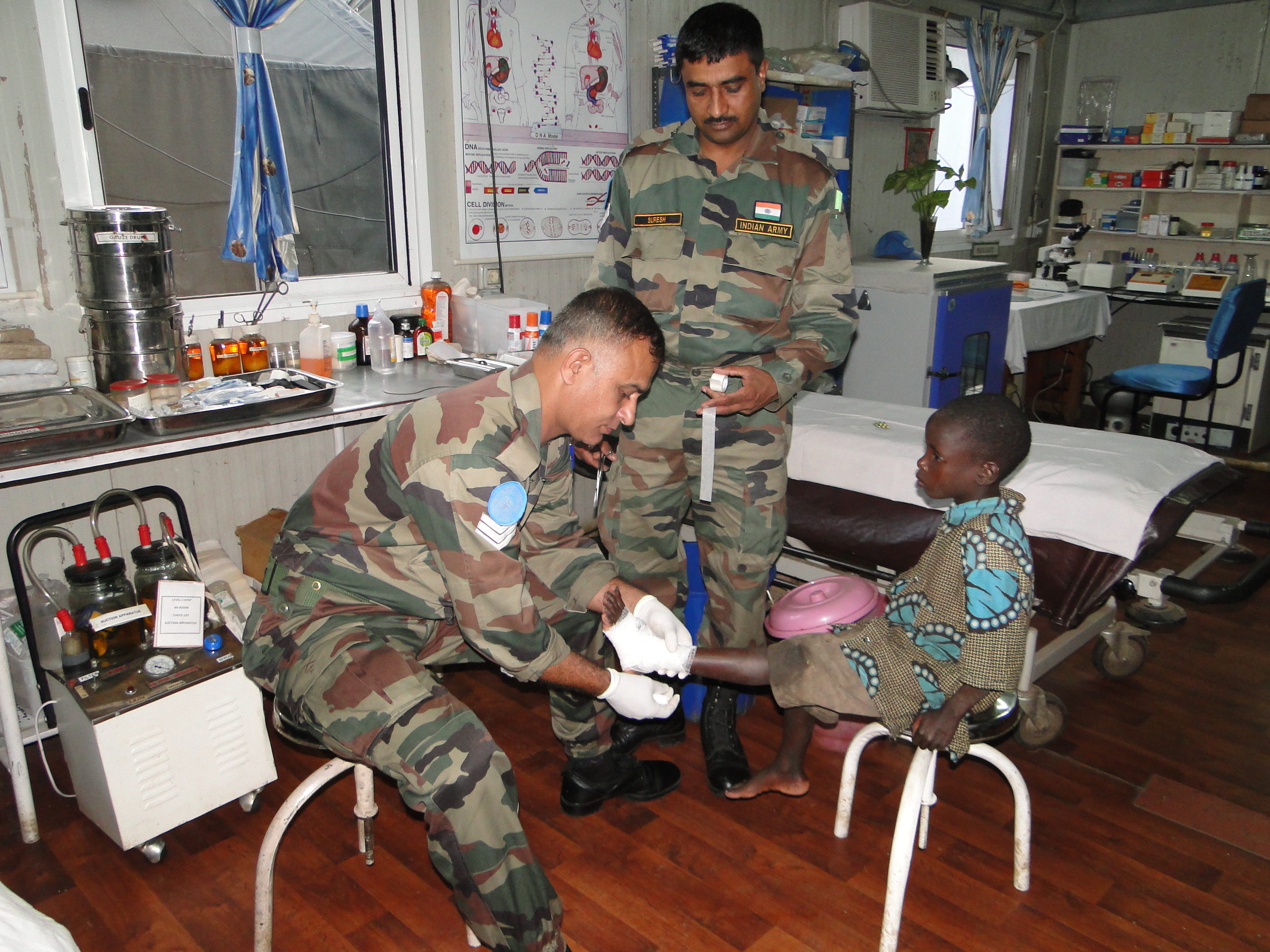
طبيب هندي يعالج طفلاً في الكونغو.

## وصلات خارجية
- الموقع الرسمي لعمليات الأمم المتحدة لحفظ السلام